# Ligne nuchale
Les lignes nuchales sont trois lignes courbes sur la surface externe de l'écaille de l'os occipital.
- La ligne nuchale suprême ou ligne courbe occipitale suprême, souvent légèrement marquée, où s'attache  l'aponévrose épicrânienne.
- La ligne nuchale supérieure ou ligne courbe occipitale supérieure est située sous la précédente entre la protubérance occipitale externe et le processus mastoïdien. Elle donne insertion dans sa partie médiane au muscle trapèze, et dans sa partie latérale au muscle splénius de la tête et au muscle sterno-cléido-mastoïdien
- La ligne nuchale inférieure ou ligne courbe occipitale inférieure se détache du milieu de la crête occipitale externe en direction du processus jugulaire. Son segment médial donne insertion au muscle petit droit postérieur de la tête. Son segment latéral donne insertion au muscle grand droit postérieur de la tête. Entre cette ligne et la ligne nuchale supérieure s’insère en dedans le muscle semi-épineux de la tête et en dehors le muscle oblique supérieur de la tête.

## Galerie

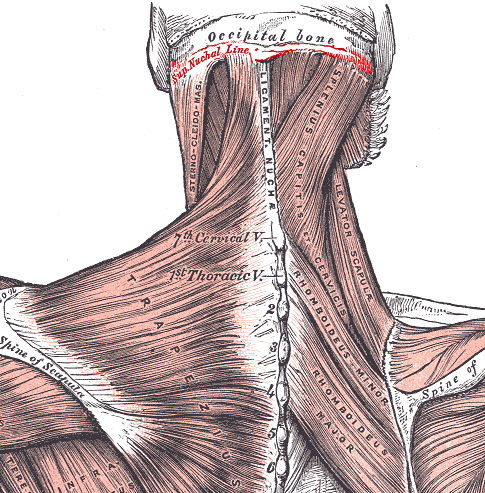
Vue postérieure de la ligne nucale supérieure (marquée en rouge) et des muscles qui s'y rattachent.